# EMI Televisa Music

EMI Televisa Music è una casa discografica fondata nel 2005 come una partner-ship tra EMI Music Messico e la divisione musicale del canale televisivo di Televisa. Dopo quattro anni di attività, chiude definitivamente nel dicembre del 2009.

## Storia
Nasce il 19 luglio 2005 per promuovere la musica latina negli Stati Uniti e in Messico. Alcuni artisti come Thalía, Intocable e Vico C, prodotti fino a quel momento dalla EMI, registrano per l'etichetta EMI Televisa Music. L'accordo prevede anche la partecipazione di Televisa nelle operazioni di EMI per quanto riguarda il mercato latino negli Stati Uniti.
La casa discografica viene fondata con lo scopo principale di aiutare Televisa ad accedere al mercato musicale grazie all'etichetta discografica EMI. Inoltre, serve per produrre i CD degli artisti delle serie televisive registrate dal gruppo messicano.
Tra i cantanti troviamo il gruppo RBD che sotto l'etichetta EMI Televisa Music hanno venduto oltre 10 milioni di copie. Oltre ad altri artisti messicani, per l'etichetta vengono distribuiti compact disc del gruppo argentino Miranda!, del cantante italiano Tiziano Ferro e per la statunitense Selena.
La joint venture tra i due si conclude nel dicembre del 2009. Nonostante ciò, i due gruppi continuano a collaborare insieme. Alcuni degli appartenenti a questa casa discografica passano alla Capitol Latin.

## Artisti
- A.B. Quintanilla III
- Alejandra Guzmán
- Aleks Syntek
- Alexandre Pires
- Amaral
- Ana Gabriel
- Anahí
- Andy Andy
- Arthur Hanlon
- Bebe
- Belinda
- Bunbury
- Cabas
- Carlos Vives
- Chetes
- Chicos de Barrio
- DJ Kane
- Diego Boneta
- Eiza González
- Flex
- Fonseca
- Héroes del Silencio
- Intocable
- JD Natasha
- Jerry Rivera
- Juan Luis Guerra
- La Nueva Banda Timbiriche
- Los Originales de San Juan
- Lucero
- Myriam Montemayor Cruz
- Miranda!
- Moenia
- Noelia
- Obie Bermúdez
- Plastilina Mosh
- Pepe Aguilar
- Pee Wee
- Rafael Martos Sánchez
- RBD
- Ricardo Montaner
- Selena
- Shaila Dúrcal
- Thalía
- Timbiriche
- Tiziano Ferro
- Tito El Bambino
- Tony Touch
- Vicente Garcia
- Vico C